# Védőszentek listája
Védőszentek listája
A katolikus egyház a szentekben a Krisztus tanítását hősiesen követőket tiszteli, szentté avatásukkal engedélyezi liturgikus tiszteletüket, imáiban pedig pártfogásukat kéri. A szentek ismerete hozzátartozik a katolikus egyház történelmének és lelkiségének megismeréséhez.
Ez a lap egy nem teljes lista a védőszentekről.

## A
- Szent Abdon és Szennen: jégeső és sáskajárás (július 30.)
- Szent Adalbert: Csehország nemzeti patrónusa (Prokop és Vencel mellett) (április 23.)
- Szent Adorján: katonák, börtönőrök, hóhérok, kovácsok, követek védőszentje (szeptember 8.)
- Szent Afra: megtért utcanők és a vezeklők védőszentje (május 14.)
- Szent Ágnes: szüzek, gyerekek, jegyesek, otthon dolgozó asszonyok, keresztények védőszentje (január 21.)
- Hippói Szent Ágoston: kanonokok és remeték patrónusa, valamint Karthágó városáé és a teológusok védőszentje (augusztus 28.)
- Szent Ágota: harangöntők, réz- és aranyművesek, kohászok, bányászok, takácsok, dajkák, éhezők, mellbetegségben és gyulladásos betegségben szenvedők védőszentje (február 5.)
- Szent Ákos: a tizennégy segítőszent egyike (halálfélelem, súlyos hitbeli kétely, halálos betegség esetén) (június 22.)
- Szent Alajos: a tanulóifjúság védőszentje (1729 óta), pestis ellen, szembetegségben kérik (június 21.)
- Szent Albert: természettudósok, bányászok védőszentje (november 15.)
- Liguori Szent Alfonz: gyóntató papok és morálteológusok (augusztus 1.)
- Szent Ambrus: méhészek, püspökök és a Francia Hadsereg Gazdasági Hivatalának védője (december 7.)
- Szent Anasztázia: takácsok (december 25.)
- Szent Anna: várandósok, édesanyák, házaspárok, nagyszülők, bányászok védőszentje (július 26.)
- Szent András: halászok, Oroszország, Görögország, Skócia, Románia (november 30.)
- Szent Angéla: nők védőszentje (január 27.)
- Clará Szent Antal Mária: takácsok és takarékpénztárak (október 24.)
- Páduai Szent Antal: szegények és elnyomottak, meddő asszonyok, várandós anyák, aratás, éhezők, elveszett tárgyak, idősek, meddők, Portugália (június 13.)
- Remete Szent Antal: bőrbetegek, háziállatok, aprójószágok, kosárfonók (január 17.)
- Szent Apollónia: fogorvosok, fogfájástól szenvedők (február 7.)
- Aleth-i Szent Áron: védőszentje mindazoknak, akik szenvedélyes és állhatatos életet élnek (június 21.)

## B
- Szent Balázs: torokfájástól szenvedők, birkanyírók (február 3.)
- Szent Bálint: szerelmesek, epilepsziások (február 14.)
- Szent Barnabás: Ciprus, Firenze és Milánó (június 11.)
- Szent Béda:(angol) tudósok és történészek, Jarrow városa és Tyne and Wear megye (május 25.)[1][2]
- Nursiai Szent Benedek: szerzetesek, itáliai mezőgazdasági munkások és parasztok védőszentje, Európa társvédőszentje, barlangkutatók, mérnökök, építészek patrónusa (március 21. és július 11.)
- Biscop Szent Benedek: angol bencés szerzetesek (január 12.)
- Labre Szent Benedek: csavargók és hajléktalanok (április 16.)
- Szent Bernadett: pásztorlányok (április 16.)
- Sienai Szent Bernardin: hirdetők, hirdetési szakmai dolgozók, rekedtségtől szenvedők (május 20.)
- Clairvaux-i Szent Bernát: Gibraltár (augusztus 20.)
- Szent Bertalan: cserzővargák, bőrművesek, gipsz munkások, vakolók. (augusztus 24.)
- Szent Borbála: a bányászok, kohászok, tüzérek, tűzszerészek, ágyú- és harangöntők, kőművesek, földtudósok, matematikusok védőszentje (december 4.)
- Szent Borisz: Moszkva (július 24.)
- Kildare-i Szent Brigitta: Írország, költők, fejőnők, kovácsok és népi gyógyítok (február 1.)
- Svéd Szent Brigitta: Svédország (július 23.)

## C
- Szent Cecília: segítőszent, zene és a zenészek (november 22.)
- Giménez Malla Boldog Ceferino: a romák patrónusa (május 4.)
- Karthágói Szent Ciprián: Észak-Afrika, Algéria (szeptember 16.)
- Szent Cirill és Szent Metód: Jugoszlávia, Csehország, Szlovákia védőszentjei, Európa társvédőszentjei (február 14.)

## D
- I. Damáz pápa (Szent Damazusz): régészek (december 11.)
- Párizsi Szent Dénes: Franciaország, Párizs, fejfájósok (október 9.)
- Guzmán Szent Domonkos: templomi énekkarok, ifjúkorú bűnözők (március 9.)
- Szent Donát: villámcsapás, jégverés, szőlőskertek, szőlősgazdák (augusztus 7.)
- Szent Dunstan: fegyverkovácsok, aranyművesek, lakatosmesterek, ékszerészek (május 19.)
- Szent Dymphna: az idegbetegségben és az elmebetegségben szenvedők, depressziósok, incesztusáldozatok, elmegyógyintézetek és ápolóik, alvajárók (május 15.)

## E
- Szent Egyed: kovácsműhelyek, bélpoklosok és influenzától szenvedők (szeptember 1.)
- Szent Eligius: arany- és ezüstművesek, fémkovácsok, ékszerészek, numizmaták, lovak és állatorvosok, valamint garázsban és benzinkútnál dolgozók (december 1.)
- Szent Erasmus (Szent Elmo): tengerészek, vajúdó nők, görcsöktől és kólikától szenvedők, itáliai Gaeta város védőszentje (június 2.)
- IX. Erik svéd király (Szent Erik): Svédország (július 10.)
- Szent Erzsébet: szeretet, fiatal anyák, Kassa és a ferences rend védőszentje (november 17.)

## F
- III. Ferdinánd kasztíliai király (Szent Ferdinánd): magas rangú állami tisztviselők, szegények, foglyok, mérnökök, spanyol hadsereg (május 30.)
- Assisi Szent Ferenc: kereskedők, szociális munkások és környezetvédők (október 4.)
- Paolai Szent Ferenc: tengerészek, tengerésztisztek, navigátorok és tengeri utasok (április 2.)
- Szalézi Szent Ferenc: újságírók, írók, szerkesztők és a katolikus sajtó (január 24.)
- Xavéri Szent Ferenc: külföldi missziók, India, Pakisztán, Mongólia, spanyol turizmus, pelote labdajátékosok (december 3.)
- Szent Fiacrius: kertészek, díszkertek művelői, nemi betegek, aranyértől szenvedők és taxisok (szeptember 1.)
- Szent Flórián: tűzoltók, ár- és tűzveszély által fenyegetettek, Ausztria, Lengyelország. (május 4.)
- Cabrini Szent Franciska: kivándorlók és vendégmunkások (november 13.)
- Római Szent Franciska: özvegyek, gépjárművek vezetői (március 9.)
- Szent Fülöp: Uruguay (május 3.)

## G
- Szent Gábor: diákok, szeminaristák, fiatal világi papok (február 27.)
- Szent Gellért: műszaki katonák védőszentje (szeptember 24.)
- Szent Genesius: színészek, színházi szakma (augusztus 3.)
- Szent Genovéva: Párizs védőszentje, időjárási katasztrófák, lázas betegek, francia biztonsági erők. (január 3.)
- Szent Geraldus: Felső-Auvergne (október 13.)
- Szent Gerard: anyák és a gyermekszülés itáliai védőszentje. (október 16.)
- I. Gergely pápa (Nagy Szent Gergely): egyházi zene, zenészek, énekesek, diákok és tanárok (szeptember 3.)
- Szent Gertrúd: Nyugat-indiai szigetvilág (november 16.)
- Lady Godiva: hadmérnökök, műszaki mérnökök (nem egyházi boldog ill. szent)

## Gy
- Szent György: cserkészek, katonák, rendőrök, földművesek, pestisben, leprában és szifiliszben szenvedők, olasz lovasság, Anglia, Isztambul, Aragónia, Portugália, Németország, London, Genova, Velence és Moszkva patrónusa. (április 23.)

## H
- Hedvig lengyel királynő (Szent Hedvig-Jadwiga): Litvánia, Dunakanyar (július 18.)
- Sziléziai Hedvig: Szilézia (október 16.)
- II. Henrik német-római császár (Szent Henrik): Finnország, bencés oblátusok és királyok (július 13.)
- Szent Hervé: látási zavarok, szembetegek (június 17.)
- Hippolütosz (ellenpápa) (Szent Hippolytus): lovak védőszentje (augusztus 13.)
- Szent Hubertusz: Vadászok, erdészek, Liège város. (november 3.)

## I, Í
- Loyolai Szent Ignác: katonák, Jézus Társasága, oktatók, oktatás, menedékhelyek és lelkigyakorlatok (július 31.)
- Szent Ilona: régészek és bányászok (augusztus 18.)
- Szent Imre: a magyar ifjúság védnöke (november 5.)
- Szent István király: Magyarország fővédőszentje (augusztus 20.)
- Szent István vértanú: téglavetők, építőmunkások és szerpapok (december 26.)
- Szent Ivó: jogászok, ügyvédek, bírák, jegyzők, elhagyott gyermekek, árvák és Bretagne lakosai (május 19.)
- Sevillai Szent Izidor: parasztok, földmunkások, Madrid, Egyesült Államok Agrártársasága és az internet (május 15.)

## J
- Idősebb Szent Jakab: zarándokok, Spanyolország, Guatemala, Nicaragua (július 25.)
- Ifjabb Szent Jakab: haldoklók (május 3.)
- Keresztelő Szent János: szerzetesek (június 24.)
- János evangélista: mérgezéstől szenvedők és Törökország ázsiai része (december 27.)
- Gualbert Szent János: erdészek, természetvédelmi területek őrei (július 12.)
- Istenes Szent János: katolikus kórházak, a betegek, az ápolók és nyomdászok, könyvtárosok (március 8.)
- Kenty Szent János: egyházi iskolák, kollégiumok, Lengyelország, Litvánia (december 23.)
- Nepomuki Szent János: gyónási titok, jó hír, vízi foglalkozások, Csehország, Bánát (május 16.)
- Régis Szent Ferenc-János: házasságban élők, valamint a törvénytelen gyermekek és a beteglátogatók (június 16.)
- Rilai Szent János: Bulgária
- Vianney Szent János: papok és plébánosok (augusztus 4.)
- Hieronymus (Szent Jeromos): filológusok, bibliamagyarázók és könyvtárosok (szeptember 30.)
- Emiliáni Szent Jeromos: árvák, elhagyott gyermekek (február 8.)
- Szent Joachim: asztalosok, kádárok és bányászok (július 26.)
- Jeanne d’Arc (Szent Johanna): Franciaország és a francia katonák (május 30.)
- Copertinói Szent József: tudományos fokozat eléréséért tanuló diákok, gyenge tanulmányi előmenetelű diákok, az elmezavaros betegek, pilóták és űrhajósok (szeptember 18.)
- Szent József: az egyetemes Egyház, az ateista munkások, az utazók, ácsok, otthonalapítók és a jó halál, Ausztria, Belgium, Csehország, Kanada, Mexikó, Olaszország és a kínai és vietnámi keresztények védőszentje (március 19.)
- José de Anchieta: a gerincferdülésben szenvedők védnöke (június 9.)
- Kalazanci Szent József: katolikus tanintézetek. (augusztus 25.)
- Szent Júdás Tádé: a kétségbeejtő helyzetbe kerültek patrónusa (október 28.)
- Szent Jusztinusz: keresztény filozófusok és a filozófia védőszentje (április 14.)

## K
- Lellisi Szent Kamill: ápolók és ápolónők védelmezője (július 14.)
- Boldog Károly: Afrikai Keresztény Ifjak. (június 3.)
- Borromei Szent Károly: hitoktatás és az elsőáldozók. (november 4.)
- Alexandriai Szent Katalin: filozófia, tanuló lányok, fiatal diákok és nők, dajkák, könyvtárak, könyvtárosok, kerékgyártók (november 25.)
- Svédországi Szent Katalin: az abortuszellenző nők védőszentje (március 24.)
- Sziénai Szent Katalin: Itália és az olasz ápolónők (április 29.)
- Szent Kázmér: ápolók, betegápoló szervezetek, Litvánia, Lengyelország, Oroszország (március 4.)
- I. Kelemen pápa: világítótornyok, jelzőhajók és a londoni Szentháromság céhépület (november 23.)
- Szent Kevin: Dublin (június 3.)
- Assisi Szent Klára: hímzőmunka, televízió (augusztus 11.)
- Szent Kolumba: Írország (június 9.)
- Piacenzai Szent Konrád: ínszakadásban szenvedők. (február 19.)
- Szent Kozma és Damján: orvosok, sebészek, gyógyszerészek, borbélyok és fodrászok (szeptember 27.)
- IV. Knut dán király: Dánia
- Szent Kunigunda: Luxemburg és Litvánia (március 3.)
- Szent Kristóf: utazók, hajósok és utasaik védőszentje (július 25.)

## L
- IX. Lajos francia király: francia császárság, francia katonaság, gombkötők, harmadrendi ferences szerzetesek, kőfaragók, szobrászok és márványcsiszolók (augusztus 25.)
- Noblati Szent Lénárd: szülő nők és rabok, hadifoglyok (november 6.)
- Római Szent Lőrinc: szakácsok (augusztus 10.)
- Szent Lúcia: szembetegek, üvegesek, vérzésektől és torokfájástól szenvedők (december 13.)
- Szent Lujza: szociális gondozók. (március 15.)
- Szent Lukács: orvosok, képzőművészek, csipkeverők, nótáriusok és mészárosok (október 18.)
- Lwanga Szent Károly: Actio Catholica, afrikai ifjúság, megtértek, kínzás áldozatai (június 3.)
- Szent László: magyar polgárőrök védőszentje (június 27.)

## M
- Antiokheiai Szent Margit: áldott állapotban lévő nők, szülő nők és a haldoklók (július 20.)
- Skóciai Szent Margit: Skócia (november 16.)
- Goretti Szent Mária: nemi erőszak áldozatai, bűncselekmények áldozatai, kamaszlányok (július 6.)
- Szent Mária Magdolna: bűnbánók, megtérők, nők, szemlélődő élet, jámborságukért kigúnyoltak, gyógyszerészek, fodrászok, kesztyűkészítők, cserzővargák (július 22.)
- Szűz Mária (Magyarok Nagyasszonya): Magyarország (október 8.)
- Lorettói Boldogságos Szűz Mária: repülősök (augusztus 15.)
- Szent Márk: Velence, Egyiptom, titkárok és spanyol marhatenyésztők (április 25.)
- Szent Márta: szolgálók, háziasszonyok és az olasz vendéglátóipari dolgozók (szakácsok, pincérek, pincérnők) (július 29.)
- Porresi Szent Márton: faji kapcsolatok, társadalmi igazságosság, perui egészség- és oktatásügy, félvérek (november 3.)
- Tours-i Szent Márton: koldusok, ló- és lúdtartók, szőlőtermelők, Franciaország (november 11.)
- Szent Máté: könyvelők, adószedők, bankárok, pénzügyőrök és biztonsági őrök (szeptember 21.)
- Szent Mátyás: keresztény ácsok és mészárosok (május 14. v. február 24.)
- Szent Medárd: gabonaaratás és a szüreti munkák (június 8.)
- Szent Miklós: gyermekek, hajadonok, aggszüzek, görögkatolikus egyház, zálogházak, illatszerészek, utazók, zarándokok, tengerészek, Görögország, Oroszország, Szicília, Lotaringia, Apulia (december 6.)
- Flüei Szent Miklós: Svájc (március 21.)
- Szent Mónika: férjes asszonyok és anyák (augusztus 27.)

## O
- Szent Oszkár: Dánia, Észak-Németország, Izland (február 3.)
- Szent Orsolya: Köln, bécsi egyetem, coimbrai egyetem, párizsi egyetem, nevelőnők, jegyesek, állami ügyek intézése, hajósok (október 21.)

## P
- Pál apostol (Szent Pál): laikus apostoli munka, Actio Catholica, Málta, Görögország (június 29.)
- Szent Paszkál: pásztorok és az olasz asszonyok (május 17.)
- Szent Patrik: Írország és Nigéria (március 17.)
- Szent Paula: özvegyek (január 26.)
- Péter apostol (Szent Péter): pápák és a halászok (június 29.)
- Pedro de San José de Betancur: a hajléktalanok és a betegek gondozóinak védnöke (április 24.)
- X. Piusz pápa: beteg zarándokok (augusztus 21.)

## R
- Pennaforti Szent Rajmund: ügyvédek, egyházjogászok, jogi fakultások (január 7.)
- Casciai Szent Rita: kétségbeejtő helyzetbe kerültek, anyaság, meddőségtől szenvedők, Spanyolországban a rossz házasságban élőké (május 22.)
- Szent Rókus: fertőző betegek, orvosok, sebészek, börtönben sínylődők és marhavész ellen (augusztus 17.)
- Szent Romarik: Peru, Dél- és Közép-Amerika, Fülöp-szigetek, India, virágárusok és kertészek (december 8.)
- Szent Rozália: Palermo (szeptember 4.)
- Salzburgi Szent Rupert: Ausztria, Bajorország és a dél-német bányászok (március 27.)

## S
- Szent Sebestyén: íjászok, katonák, kézműves céhek, rendőrség és az éjjeliőrök (január 20.)
- Szent Skolasztika: Benedek-rendi zárdák és apácák (február 10.)
- Szent Solangia: Berry tartomány és hercegség (május 10.)
- Simon apostol: favágók, kőművesek, tímárok, vésnökök (október 28.)

## Sz
- Szent Szaniszló: Lengyelország és Krakkó (április 11.)
- Szent Száva: Szerbia (január 27.)

## T
- Tamás apostol: építőmunkások, pallérok, építészek, földmérők, vakok, India és Pakisztán keresztényei (július 3.)
- Aquinói Szent Tamás: római katolikus iskolák és tanulóik, katolikus könyvkiadók (január 28.)
- Morus Tamás: ügyvédek (június 22.)
- Szent Tarzíciusz: elsőáldozók, ministránsok és akolitikusok védőszentje (augusztus 15.)
- Ávilai Szent Teréz: spanyol katolikus írók, hadsereg és a fejfájástól szenvedők (október 15.)
- Teresa de Jesus Jornet e Ibars: idős emberek és nyugdíjasok (augusztus 26.)
- Lisieux-i Szent Teréz: misszionáriusok, pilóták, virágkertészek, virágárusok, tüdőbajosok, AIDS-betegek, Ausztrália, Franciaország, Oroszország (október 1.)
- Szent Turibiusz: latin-amerikai püspökök védőszentje (március 23.)

## V
- Nagy Szent Vazul: szerzetesek, reformerek, kórházi ügyintézők, oktatás, ördögűzés, Oroszország, Kappadókia (január 2.)
- Csehországi Szent Vencel: Csehország, Morvaország és a sörfőzők (szeptember 28.)
- Páli Szent Vince: Madagaszkár, jótékony célú alapítványok, kórházak és rabok (szeptember 27.)
- Szent Vitus: epilepsziás betegek, balett és táncművészek, színészek (június 15.)
- Szent Vendel: az állatok és pásztorok védőszentje (október 20.)

## Z
- Szent Zoerard-András: Nyitra város (július 17.)